# Stephen Woznicki
Stephen Stanislaus Woznicki (17 sierpnia 1894 - 10 grudnia 1968), amerykański duchowny katolicki, biskup Saginaw (stan Michigan).
Przyjął święcenia kapłańskie 22 grudnia 1917. W grudniu 1937 został mianowany biskupem pomocniczym Detroit, ze stolicą tytularną Peltae; sakry biskupiej udzielił mu 25 stycznia 1938 arcybiskup Detroit Edward Mooney (przyszły kardynał). 28 marca 1950 przeniesiony na stolicę biskupią Saginaw; uczestniczył w obradach Soboru Watykańskiego II (1962–1965).
Złożył rezygnację z kierowania diecezją 30 października 1968; otrzymał wówczas tytularną stolicę biskupią Thiava, zmarł jednak już w grudniu 1968.
Rok przed śmiercią obchodził jubileusz 50-lecia święceń kapłańskich.